# Åsbygda
Åsbygda (eller Gamleveien) är en tidigare tätort som omfattade bebyggelse till större delen inom Ringerike kommun i Buskerud fylke i sydöstra Norge. En mindre del av tätortens bebyggelse fanns i angränsande Jevnakers kommun i dåvarande Oppland fylke (nuvarande Akershus fylke). Orten ligger vid fylkesväg 241, vid sidan av Europaväg 16, nordöst om staden Hønefoss.
Tidigare har orten tillhört dåvarande Norderhovs kommun.
Sedan 2013 räknas orten inte längre som en tätort.